# Saint-Sulpice-le-Dunois
Saint-Sulpice-le-Dunois è un comune francese di 650 abitanti situato nel dipartimento della Creuse nella regione della Nuova Aquitania.

## Società

### Evoluzione demografica
Abitanti censiti